# Antoine Ozanam
Antoine Lebaube, communément appelé Ozanam, est un scénariste de bande dessinée né le 20 mai 1970 et publié à compte d'éditeur depuis 1999. Il a pris pour pseudonyme Ozanam car il avait l'habitude de fréquenter le square éponyme, boulevard du Montparnasse à Paris. Il n'est pas apparenté à la famille Ozanam. 

## Biographie

### Enfance et formation
Il est le fils du journaliste Alain Lebaube.

### Vie professionnelle
De 2007 à 2014, c'est l'un des principaux auteurs du label de Casterman, Kstr, pour lequel il écrit treize albums. Publiée depuis 2012 par Le Lombard, sa série Klaw, illustrée par Joël Jurion, est la première à dépasser les trois volumes. Depuis 2013, il collabore régulièrement à la revue AAARG!. Toujours chez Casterman, il sort plusieurs albums, deux polars : Succombe qui doit (2014), avec Enrico Rica au dessin et Burn Out (2014), avec la collaboration du jeune dessinateur danois Mikkel Sommer,, puis une bédé sociale : Gueule noire (2015),, cette fois avec le concours du dessinateur brésilien Marcelo Lelis de Oliveira.
En 2016, il adapte en bande dessinée le roman Le Journal d'Anne Frank (Soleil), avec Nadji au dessin et la même année, avec le concours de la dessinatrice brésilienne Julia Bax, il publie le roman graphique Princesse Caraboo (Le Lombard) basé sur l'histoire vraie du célèbre imposteur Mary Baker,.
En 2017, il est le scénariste, épaulé par l'historienne Marie-Pierre Rey, de la biographie en bande dessinée Lénine (Glénat),, consacrée à Vladimir Ilitch Oulianov dit Lénine (dessin de Denis Rodier).

## Publications
- Hôtel Noir, avec Bruno Lachard, Paquet, coll. « Carte de visite », 1999
- Chewing Gun, avec Nicolas Lannoy, Delcourt, coll. « Sang froid », 2 vol., 2002-2004
- Slender Fungus, avec Benoît Laigle, Glénat, coll. « Grafica », 2 vol., 2003-2005
- Volubilis t. 1 : Cassandra, avec Jérôme Gantelet, Caravelle, coll. « Migration », 2005
- Georges et Moi, avec Maroin Eluasti, Soleil, coll. « NG », 2 vol., 2006-2007
- Éclipse, avec Sébastien Vastra, Vents d'ouest, coll. « Fantastique », 3 vol., 2007-2009
- Face Contre Ciel, avec Bandini, Kstr, 2007
- Apocalypstick, avec Sergio Melia, Caravelle, coll. « Urbaine », 2008
- Le Chant des Sabres, avec Tentacle Eye, Kstr, 2008
- King David, avec Guillaume Singelin, Kstr, 2008
- E Dans L'Eau, avec Rica, Drugstore, 2009
- Le Roi Banal, avec Kyung-Eun, Kstr, 2009
- Last Bullets, avec Lelis, Kstr, 2009
- We Are The Night, avec Kieran, Ankama, 2 vol., 2010-2011
- L'Amourir, avec Tentacle Eye, Kstr, 2010
- Seconde Chance, avec Renart, Kstr, 2010
- Pills, avec Guillaume Singelin, Kstr, 2010
- Les Âmes sèches, avec Alberto Pagliaro, Connor Willumsen et Bandini, Kstr, 3 vol., 2011
- Ankh, avec Étienne Guignard, Manolosanctis, 2011
- Moi en Mieux, avec Kyung-Eun Park, Kstr, 2012
- « Elwood and the 40 bitches », dans DoggyBags t. 2, avec Kieran, Ankama, 2012
- Temudjin, avec Antoine Carrion, Daniel Maghen, 2 vol., 2013-2015
- L'Ombre blanche, avec Antoine Carrion, Soleil, 2 vol., 2013-2014
- Klaw, avec Joël Jurion, Le Lombard, 10 vol., 2013-2018
- Succombe Qui Doit, avec Enrico Rica, Casterman-Kstr, 2014
- Burn Out, avec Mikkel Sommer, Casterman, 2014
- Gueule Noire, avec Lelis de Oliveira, Casterman 2015
- The Golden Boy, avec Kieran, AAARG!, 2015
- Voitures de légende t. 2 : Un amour de 2CV, avec Bruno Lachard, Soleil, 2015
- Le Journal d'Anne Frank (d'après l'œuvre d'Anne Frank), avec Nadji, Soleil, 2016
- Princesse Caraboo, avec Julia Bax, Le Lombard, 2016
- Lénine, Glénat, avec Denis Rodier, 2017
- Popeye : Un homme à la mer, avec Lelis de Oliveira, éditions Michel Lafon, 2019
- Wildernes, avec Bandini, d'après le roman de Lance Weller (publié en France aux éditions Gallmeister) 2020
- Mauvaise réputation, 2021
- Severiano de heredia, 2021
- Le dépisteur, 2023